# فرانكو ماليربا
فرانكو ماليربا (مواليد 10 أكتوبر 1946) هو رائد فضاء إيطالي، أصبح أول مواطن إيطالي يسافر للفضاء.